# Драган Лаловић
Драган Лаловић (Влаховље код Калиновика, 14. јун 1953) је пензионисани генерал-мајор Војске Републике Српске. Некадашњи је ратни командант 3. херцеговачке лаке пешадијске бригаде и 1. гардијске моторизоване бригаде Главног штаба ВРС.

## Биографија
Рођен је 1953. у селу Влаховље код Калиновика, од оца Мате и мајке Јоке. Поред њега родитељи су имали још двоје дјеце. Његов деда, Светко Лаловић је био солунски добровољац. Ожењен је и има једну кћерку. По националности је Србин. Крсна слава породице је Свети Јован Крститељ-Јовањдан (20. јануар).
Завршио је Основну школу "Миладин Радојевић" у Калиновику 1968, Гимназију општег смјера "Др Симо Милошевић" у Калиновику 1972, Војну академију Копнене војске - смјер пјешадија 1976. (као први у рангу у смјеру пјешадија), Генералштабну школу Војске Југославије 1993. и Школу националне одбране 1999. године (први у рангу), курс официра Војне полиције 1978. и курс команданата пјешадијског батаљона 1984. године. Произведен је у чин: потпоручника 1976, а унапријеђен у чин поручника 1977, капетана 1980, капетана прве класе 1984, мајора 1987. (ванредно), потпуковника 1991, пуковника 1997. и генерал-мајора 2002. (ванредно).
Обављао је дужности: командир вода војне полиције у Загребу; командир чете војне nолиције у Загребу; замјеник команданта батаљона војне полиције у Загребу; командант батаљона војне полиције у Загребу; начелник штаба заштитног пука у Слуњу, Кисељаку и Сарајеву; референт у Одјељењу за послове војне полиције у Управи безбједности Војске Југославије у Београду; командант лаке пјешадијске бригаде Војске Републике Српске у Калиновику; командант гардијске моторизоване бригаде Војске Републике Српске у Калиновику; референт за послове војне полиције у Одјељењу безбједности Херцеговачког корпуса у Требињу; начелник Одјељења за послове војне полиције у Управи безбједности Војске Републике Српске у Хан Пијеску; командант Одреда за обезбјеђење у Војсци Републике Српске у Хан Пијеску; начелник Одјељења за заштиту и безбједност Генералштаба Војске Републике Српске у Хан Пијеску; начелник штаба 7. корпуса Војске Републике Српске у Билећи; командант 5. корпуса Војске Републике Српске у гарнизону Соколац.
Од 20. септембра 1991. до 1. децембра 1991. године учествовао је у борбеним дејствима на територији Хрватске (прекинуто редовно школовање у Генералштабној школи ЈНА и упућен на ратиште) на дужности начелника штаба заштитног пука у 5. војној области. Од 10. марта 1993. до краја рата у Босни и Херцеговини учествовао у борбеним дејствима обављајући дужности команданта лаке пјешадијске и гардијске моторизоване бригаде, референта за послове војне полиције у команди корпуса и начелника Одјељеља војне полиције у Главном штабу ВРС. Од 25. марта до 20. јуна 1999. године учествовао у одбрани од агресије NATO-a на Савезну Републику Југославију (прекинуто редовно школоваље у Школи националне одбране и упућен у Оперативно-наставио одјељеље у Команду Приштинског корпуса). Дана 26. маја 1999. године рањен је у засједи коју су извели припадници шиптарских терористичких снага на путу Штимље-Дуље-Сува Река и том приликом је задобио повреде десне аркаде, десног ока и лица.
Службовао у гарнизонима: Загреб, Слуњ, Кисељак, Сарајево, Београд, Калиновик, Требиље, Хан Пијесак, Билећа и Соколац.
Пензионисан је 11. јула 2003. године (са дужности га смијенили високи представник у БиХ и командант SFOR-a због наводног помагаља лицима осумњиченим за ратне злочине).
Са породицом је настаљен у Ћуприји. Послије пензионисања, од 2007. до 2012. године, радио је у београдској фирми "Еуролукспетрол" и фирми "Варварин воће" у Варварину као технички директор. Био је свједок одбране у процесу против Ратка Младића пред Хашким трибуналом.

## Одликовања и признања
Одликован у ЈНА:
- Значка за посебне заслуге у обуци омладине за стицање војних знања и вјештина,
- Медаља за војне заслуге,
- Медаља за војничке врлине,
- Орден за војне заслуге са сребрним мачевима и
- Орден Народне армије са сребрном звијездом.

Одликован у ВЈ:
- Орден за храброст[3]